# Rompicherla, Guntur
Rompicherla là một mandal thuộc huyện Guntur, bang Andhra Pradesh. Nó nằm cách thành phố Guntur khoảng 63 km.